# Трамбілено
Трамбілено (італ. Trambileno, вен. Tranbiłeno) — муніципалітет в Італії, у регіоні Трентіно-Альто-Адідже,  провінція Тренто.
Трамбілено розташоване на відстані близько 460 км на північ від Рима, 23 км на південь від Тренто.
Населення — 1413 осіб (2014).

## Демографія
Населення за роками:

Станом на 1 січня 2023 року в муніципалітеті офіційно проживали 63 іноземці з 18 країн, серед них 7 громадян країн Євросоюзу та 6 громадян України.

## Сусідні муніципалітети
- Позіна
- Роверето
- Терраньйоло
- Валларса
- Валлі-дель-Пазубіо